# Shoichiro Mukai
Shoichiro Mukai (jap. 向翔一郎 Mukai Shoichiro; * 10. Februar 1996) ist ein japanischer Judoka. Er gewann 2019 eine Silbermedaille bei den Weltmeisterschaften.

## Sportliche Karriere
Shoichiro Mukai kämpft im Mittelgewicht, der Gewichtsklasse bis 90 Kilogramm. 2014 und 2015 war er in dieser Gewichtsklasse japanischer U21-Meister und Mitglied des siegreichen Teams bei den U21-Weltmeisterschaften. 
2017 gewann er die japanischen Meisterschaften und war Dritter bei den Asienmeisterschaften in Hongkong sowie bei der Universiade in Taipeh, bei der er im Teambewerb die Goldmedaille gewann. Anfang 2018 gewann er das Grand-Slam-Turnier von Paris mit einem Finalsieg über den Georgier Beka Ghwiniaschwili. Im Finale des Grand-Slam-Turniers in Osaka neun Monate später besiegte er den Niederländer Noël van ’t End. 2019 gewann er wie 2017 die japanischen Meisterschaften. Bei den Weltmeisterschaften in Tokio bezwang er im Viertelfinale den Kubaner Iván Felipe Silva und im Halbfinale den Schweden Marcus Nyman, das Finale verlor er gegen Noël van ’t End. Bei den Olympischen Spielen in Tokio unterlag er im Achtelfinale dem Ungarn Krisztián Tóth. Im Mixed-Mannschaftswettbewerb gewann die japanische Mannschaft die Silbermedaille hinter Frankreich.